# Fredsmithoides
Fredsmithoides es un género de foraminífero bentónico considerado un sinónimo posterior de Fredsmithia de la familia Buliminoididae, de la superfamilia Glabratelloidea, del suborden Rotaliina y del orden Rotaliida. Su especie tipo era Fredsmithoides catalinaensis. Su rango cronoestratigráfico abarcaba el Holoceno.

## Clasificación
Fredsmithoides incluye a las siguientes especies:
- Fredsmithoides catalinaensis
- Fredsmithoides redacta